# Katzenlochbachtal (Bonn)

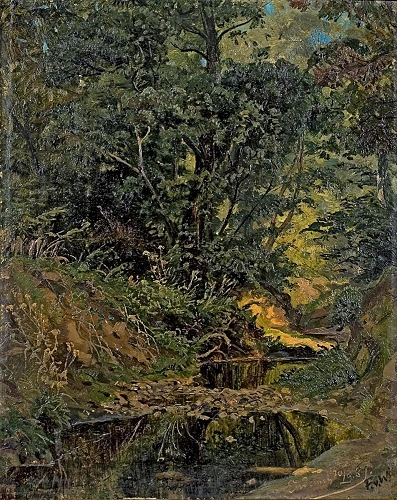
Fritz von Wille: „Bei Endenich“ (vermutlich Katzenlochbachtal)

Das Katzenlochbachtal ist ein schutzwürdiges Biotop im Naturschutzgebiet  „Kottenforst“, das sich in den Südwesten Bonns hinein erstreckt.
Seltene Pflanzen und das einzige (auf dem Streckenabschnitt durch das Tal) unberührte Bonner Fließgewässer sind in dem Landschaftseinschnitt zu finden. Das Katzenlochbachtal ist ein langgezogener Grünstreifen auf dem Stadtgebiet Bonns. Mit einer Länge von ca. 7 km und einer Breite von ca. 2,6 km ist es etwa 185 Hektar groß. 53 Hektar davon gehören der Stadt Bonn, 20 Hektar dem Land Nordrhein-Westfalen, die restlichen 112 Hektar sind Privateigentum. Das Tal grenzt unmittelbar an die Wohnbebauung der Ortsteile Ückesdorf, Röttgen, Ippendorf und Lengsdorf.  

## Herkunft des Namens
Das Tal erhielt seinen Namen wegen des Katzenlochbachs, der das Tal von Röttgen über Ückesdorf durchfließt und schließlich als Endenicher Bach nach ca. 10,6 km als längster Bach Bonns in Dransdorf mündet. Am Katzenlochbach haben vor langer Zeit – für Bach und Tal namensgebende – Wildkatzen gelebt.

## Schutzgebietsausweisungen
Das Katzenlochbachtal war ab 1999 als Naturschutzgebiet ausgewiesen, um die vorhandene biologische Vielfalt dort zu erhalten. Im Jahre 2004 wurde der gesamte Kottenforst als Naturschutzgebiet ausgewiesen.
Seit 2000 ist das Katzenlochbachtal zudem als Teil des ausgewiesenen Waldreservats Kottenforst mit Waldville Vogelschutzgebiet und FFH-Gebiet.

## Landschaftsplan und Kompensationsflächenkonzept
Mit einem neuen Landschaftsplan „Kottenforst“ hat die Stadt Bonn u. a. das Naturschutzgebiet „Katzenlochbachtal“ um die Bereiche Olligsbach, Schlossbach und Göttgesbach erweitert. Im aktuellen Kompensationsflächenkonzept der Stadt Bonn aus dem Jahr 2008, das festlegt, in welcher Form und welcher Priorität für baubedingten Flächenverbrauch Kompensationsmaßnahmen vorzunehmen sind, wurde in Bonn (neben nur einem weiteren Gebiet) das Katzenlochbachtal in die erste Priorität der Ausgleichsgebiete eingestuft. Dieser Bereich ist damit eine der identifizierten Flächen in Bonn, die vorrangig durch Grunderwerb bisher landwirtschaftlich genutzter Gebiete erweitert werden sollen.

## Lage, Wegenetz und Freizeitnutzung
Durch das Katzenlochbachtal führen nur vier Querungen: Zwischen Röttgen und Ückesdorf auf der westlichen und Lengsdorf und Ippendorf auf der östlichen Seite gibt es zwei Holzbrücken und die Wege „Am Katzenlochbach“ und „Schiffgesweg“. Ungewöhnlich für einen städtischen Grünzug ist, dass es im Katzenlochbachtal nur eine sehr eingeschränkte Freizeitnutzung gibt, da die steilen Hänge und das enge Tal für viele Freizeitaktivitäten ungeeignet sind. Lediglich Wanderer, Jogger und (seltener) Mountainbiker nutzen die wenigen Wege.

## Landschaftsbild und Flora
Das Katzenlochbachtal wird zu den „Offenlandbiotopen“ gezählt und schließt sich an die Waldgebiete des Kottenforstes an. Bei der im Katzenlochbachtal anzutreffenden Flora dominieren Wiesen und Weiden und Wildäsungsflächen. Das Tal wird weiterhin geprägt von Gewässern, insbesondere vom Katzenlochbach. Er wird nicht von Abwässern verschmutzt und ist – bis auf die Straßenbrücke zwischen Röttgen und Ippendorf und ein Wasserbauwerk vor Lengsdorf – in seinem Lauf vollkommen unverändert. Der Bach verändert bei Hochwasser im Tal immer wieder seinen Verlauf. Die Umgebung des Baches wird von einem natürlichen Erlen-Eschenwald und Weichholzwäldern aus verschiedenen Weidenarten geprägt. Charakteristisch sind zahlreiche Gleithänge und Prallhänge, die eine natürliche Dynamik des Baches ermöglichen und wertvolle Lebensräume und ökologische Nischen bilden. Im Umfeld des Baches findet sich ein vielfältiges Mosaik aus Hochstaudenfluren, Grünland, Wiesen, Gehölzen, Hecken und kleinen Wäldern. Diese Flächen sind wichtige Pufferzonen zwischen Bachlauf und den umliegenden Ortschaften und haben ein jahrhundertealtes Landschaftsbild erhalten. Es gibt keinen Wanderweg entlang des Baches, so dass der Mensch die Natur nicht beeinträchtigen kann. Auch Forst- und Landwirtschaft haben die nähere Umgebung des Baches in den vergangenen Jahrhunderten kaum verändert. 

## Fauna
Die Fauna im Tal ist vielfältig. Es gibt im Katzenlochbachtal geschützte Tierarten (besonders Vögel), wie die Nachtigall, den Eisvogel, den Pirol und vereinzelt auch den Rotmilan, Dachs, Iltis, Steinmarder, Baummarder, Ringelnatter und diverse Amphibien. Die vermutlich bis Mitte des 20. Jahrhunderts hier lebenden und für Tal und Bach namensgebenden Wildkatzen wurden durch Jagd und Zersiedelung ausgerottet. Inzwischen wurde aber im angrenzenden Kottenforst wieder eine Wildkatzenpopulation nachgewiesen, die möglicherweise auch wieder auf das alte Revier Katzenlochbachtal ausgreifen wird.

## Schutzgebietsbetreuung
Der Schutzgebietsbetreuer des FFH-Gebietes Kottenforst ist die Biologische Station Bonn e. V. Diese richtet ihre Betreuung in diesem großen Waldgebiet vor allem auf darin befindlichen oder angrenzenden Offenlandbiotope, wie Wiesen und Weiden, Wildäsungsflächen sowie Gewässer aus, zu denen das Katzenlochbachtal zählt.   

### Jahresbericht 2010
Im Jahresbericht 2010 wurden Fauna und Flora des FFH-Gebietes Kottenforst bezogen auf das Katzenlochbachtal u. a. wie folgt bewertet: „Eine positive Entwicklung ist auf den vergleichsweise kleinen Vertragsnaturschutz-Flächen und den von der Biologischen Station Bonn und der Stadtförsterei gepflegten Flächen erkennbar.“ Kritisch wird aber festgestellt, dass auf „nahezu 80 % der übrigen Offenlandflächen im Bereich des Katzenlochbachtals […] allerdings ein unzureichender Zustand durch unangepasste Nutzung, vor allem durch zu intensive Pferdebeweidung (zu hoher Besatz, starke Zufütterung im Winter, Winterbeweidung mit großflächiger Zerstörung der Grasnarbe und einzelner Quellbereiche)“ festzustellen sei. Die Biologische Station konstatiert daher: „Ein auch Cross Compliance-relevanter ‚günstiger ökologischer Zustand‘ ist hier nicht mehr gegeben.“
Flächen mit Gewässern wurden durch die Biologische Station im Frühjahr 2010 zum Schutz der Ringelnatter beobachtet, dabei wurden die dort errichteten künstlichen Eiablageplätze aufgefüllt. Die Kontrolle der Gewässer ergab einen guten Zustand der angelegten Gewässer und eine reichhaltige Besiedlung durch Amphibien – insgesamt sieben Arten, darunter Wasserfrösche und Springfrösche, Erdkröte, Bergmolch und Fadenmolch. Für den Zustand der FFH-Arten Kammmolch und Springfrosch wird ein unverändert günstiger Erhaltungszustand festgestellt. Der früher im Tal anzutreffende Hirschkäfer wurde nicht mehr vorgefunden.

### Jahresbericht 2015
Im Jahresbericht 2015 der Biologischen Station werden die Erkenntnisse des Jahresberichts 2010 im Wesentlichen erneut bestätigt: 

„Im Katzenlochbachtal, einem Teil des Naturschutz- und FFH-Gebiets Kottenforst, herrscht seit einigen Jahren ein großes Problem aufgrund der massiven Zerstörung des Oberbodens durch einen zu dichten Besatz der Weideflächen mit Pferden. Hierbei wird nicht nur die Erosionsgefahr massiv erhöht, auch die Exkremente der Tiere werden bei stärkeren Regenfällen aus den Wiesen und aus den unsachgemäß angelegten Misthaufen ausgewaschen und gelangen in den Katzenlochbach. Hinweise dazu findet die Biologische Station immer wieder bei Gewässerökologiekursen mit Schulen am Endenicher Bach (Unterlauf des Katzenlochbachs), bei denen nach Regenereignissen regelmäßig deutlich erhöhte Nitrat- und Nitrit-Werte gemessen werden. Ein Eintrag der Nährsalze durch den Ackerbau ist unwahrscheinlich, da die in den meisten Kunstdüngern vorhandenen Phosphate nicht nachgewiesen werden. Im März (2015) erfolgte eine Kartierung und Fotodokumentation der Problemflächen im NSG. Dabei zeigte sich, dass sich die Situation seit dem Vorjahr, in dem nur an einzelnen Stellen kontrolliert wurde, z. T. verschlechtert hat. Bei der Kartierung ergaben sich zwei Haupt-Problembereiche: 
1. Wiesen zwischen Lengsdorf, Ippendorf und Röttgen,
2. Wiesen östlich von Röttgen.

Darüber hinaus gibt es private Grünmüllablagerung am Ortsrand von Ippendorf (Röttgener Straße) von insgesamt sicherlich mehr als 20 m³.“

## Geologie
Das Katzenlochbachtal ist der Ostrand des Duisdorfer Grabens, eines durch eine Verwerfung gebildeten geologischen Grabens. Daher besteht die steile Ostflanke des Tals aus Devongestein und die sanfte Westflanke aus tertiärem tonigen Material.